# Yoga bière
 (mars 2021).

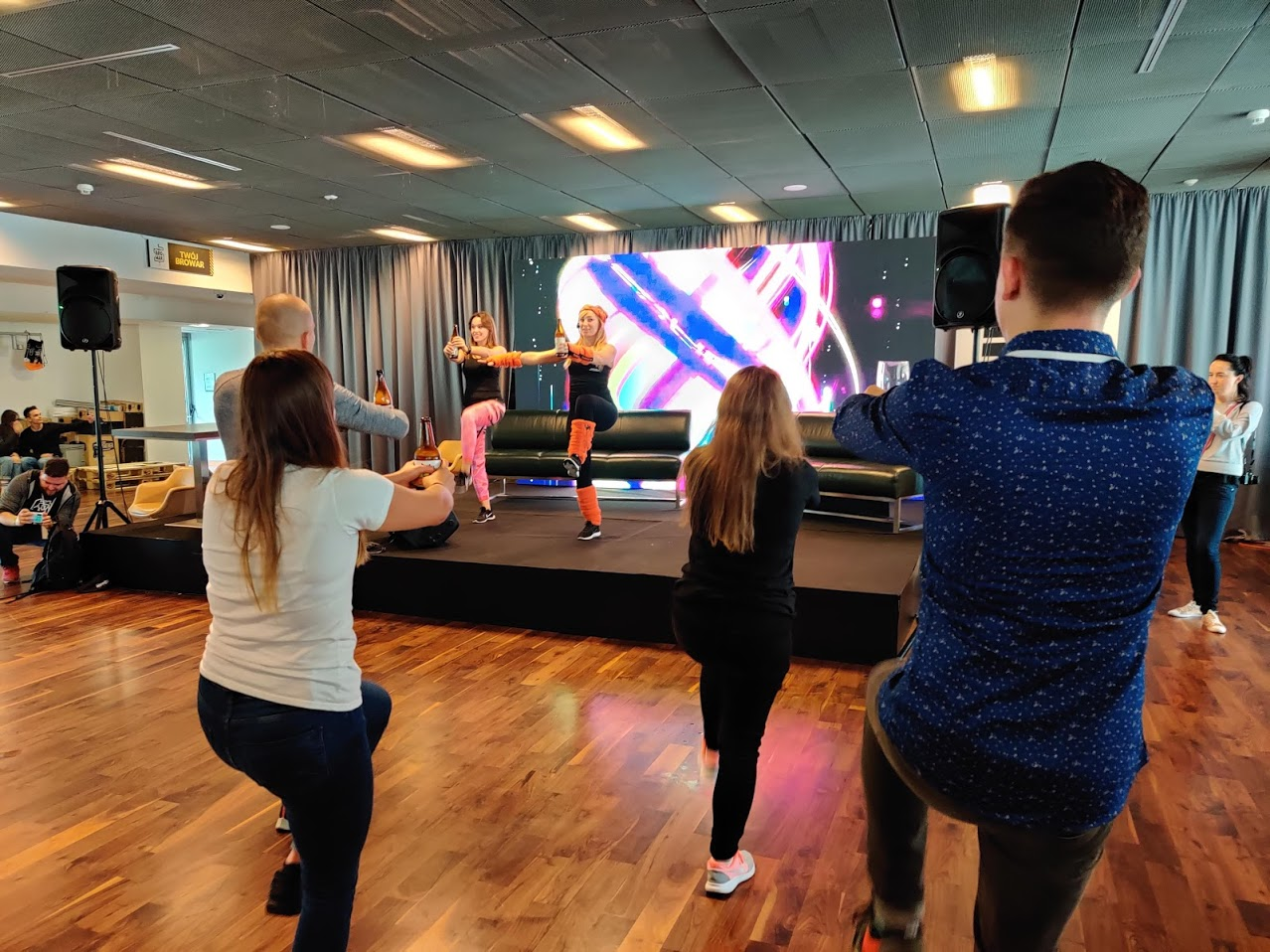
Activité de bière yoga tenue lors du festival de bière de Varsovie de 2020.

Le yoga bière est une forme de yoga intégrant la consommation de bière. Apparue en Amérique en 2013, la pratique peut se faire dans des brasseries ou bars.
Bien que la consommation d'alcool ait été associée à certains rituels classiques de yoga, le yoga bière est critiqué par certains intervenants comme étant malsain, s'éloignant de l'esprit du yoga sūtra,

## Origines
Le yoga bière est une forme de yoga hybride (en) lors duquel les participants consomment de la bière pendant ou après les asanas. Les origines exactes de cette pratique demeurent nébuleuses. L'une d'elles, réalisée lors d'un festival Burning Man en 2013, est évoquée.
En juillet 2015, Brooke Larson fonde l'American company Beer Yoga à Oklahoma City. « J'ai pris une photo stupide de moi en train de boire une bière et faire du yoga en février 2013,. » L'accueil de son œuvre l'encourage à créer la page Instagram Beer Yoga. À partir de 2017, elle enseigne le yoga bière dans huit états.
Quant à elle, la compagnie allemande BierYoga est lancée en 2015 à Berlin, inspirée par le festival Burning Man. La pratique se répand dans certains pays, notamment en Australie et Thaïlande,. À partir de 2017, on affirme que le yoga bière est « presque aussi universel en Amérique que les IPAs dans les microbrasseries,. »
La même année, en Angleterre, un pub de Londres offre des cours de Vinyasa Yoga avec de la « bière glacée ».

## Réception
Certaines personnalités sportives critiquent le yoga bière comme étant une stratégie marketing malsaine. The Guardian affirme qu'une bière après la pratique est préférable à « pilsner de mi-temps de planche,. » The Times affirme que « boire une pinte glacée alors qu'on adopte la posture du guerrier » est loin de l'enseignement classique du Yoga Sutras de Patanjali.
La spécialiste de neurosciences comportementales J. Leigh Leasure affirme qu'elle n'est pas surprise par cette mode, notant que les gens qui consomme un verre par jour sont deux fois plus susceptibles de s'entraîner que les abstinents. Elle doute que les gens qui ne consomment qu'un verre puissent nuire à leur santé. Quant à lui, l'indologue James Mallinson affirme que le yoga possède « une tradition si vaste que l'on peut y trouver des précédents pour à peu près tout », ajoutant qu'au VIe siècle, de l'alcool était utilisé dans des rituels afin d'aider des yogis avancés à être « possédés » par la déesse,.